# Leopold von Buch (Verwaltungsbeamter)
Leopold Karl Vollrath von Buch-Carmzow (* 17. Juli 1850 in Stolpe an der Oder bei Angermünde; † 18. Januar 1927 in Berlin-Lichterfelde) war ein deutscher Verwaltungsbeamter, Rittergutsbesitzer und Parlamentarier.

## Leben
Leopold von Buch wurde als Sohn des Rittergutsbesitzers und Parlamentariers Alexander von Buch geboren. Er studierte Rechtswissenschaft an der Ruprecht-Karls-Universität Heidelberg, der Friedrich-Wilhelms-Universität Berlin und der Albertus-Universität Königsberg. 1870  wurde er Mitglied des Corps Saxo-Borussia Heidelberg. Nach dem Studium trat er in den preußischen Staatsdienst. Er wurde Regierungsrat in Magdeburg. Als solcher ging er 1891 nach Aurich und 1893 nach Frankfurt (Oder). 1895 wurde er zum Oberpräsidialrat befördert und gilt mit dem Eintrag im Adressbuch der Millionäre von 1894 als gut situiert. Anschließend wurde er Hauptritterschaftsdirektor für Brandenburg am Kur- und Neumärkischen Ritterschaftlichen Kreditinstitut mit Sitz in Berlin-Mitte. Er wurde zum Wirklichen Geheimen Rat ernannt, verbunden mit der Verleihung des Ehrentitels Exzellenz.
Als Eigentümer des Rittergutes Carmzow mit Vorwerk Hedwigshof im Kreis Prenzlau besaß er 1034 ha Land, betrieben wurde hauptsächlich eine nennenswerte Schafswirtschaft.
Von Buch saß von 1890 bis 1895 im Preußischen Abgeordnetenhaus und von 1901 bis 1918 im Preußischen Herrenhaus. Er war Mitglied der Deutschkonservativen Partei, deren Elferausschuss er ab 1906 angehörte. Er war Domherr von St. Peter und Paul (Brandenburg an der Havel) und Ehrenmitglied des Corps Saxo-Borussia Heidelberg. Der preußische Verwaltungsbeamte und Parlamentarier Georg von Buch war sein Bruder.